# Antonius Joannes Franciscus Cuypers
Antonius Joannes (Ioannes) Franciscus Cuypers (Cuijpers), ook Antoine Jean François Cuypers, afgekort A.J.F. of A.I.F. Cuypers (1807-1882), was een Nederlands architect en stedenbouwkundig ingenieur. Hij was stadsarchitect van Breda en Maastricht (vanaf 1861) en ontwierp voornamelijk in de neoclassicistische bouwstijl. Voor zover bekend was hij geen familie van de Roermondse architectenfamilie Cuypers (o.a. Pierre Cuypers).

## Werken (selectie)
Cuypers werkte een groot deel van zijn leven aan het herstel van de Grote Kerk in Breda, met name het herstel van de toren. Zijn ontwerp voor een nieuwe torenspits werd niet uitgevoerd. Ook was hij als stadsarchitect verantwoordelijk voor de aanleg van riolering in Breda.
- 1833-1880: restauratie Grote Kerk in Breda
- 1837: gevel van de Sint-Josephkerk in Breda[4]
- 1864: ontwerp Stedelijk Gymnasium Maastricht (niet uitgevoerd)[5]
- 1867: Koningin Wilhelmina Paviljoen, oorspronkelijk Rijks HBS Breda[6]
- 1869: voormalig post- & telegraafkantoor met directiewoning, hoek Vrijthof-Helmstraat in Maastricht (in 1929 gesloopt)[7]
- 1881: notariswoning, Haantjeslei 80 in Antwerpen[8]
- 1881: burgerhuis, Verdussenstraat 17 in Antwerpen[9]

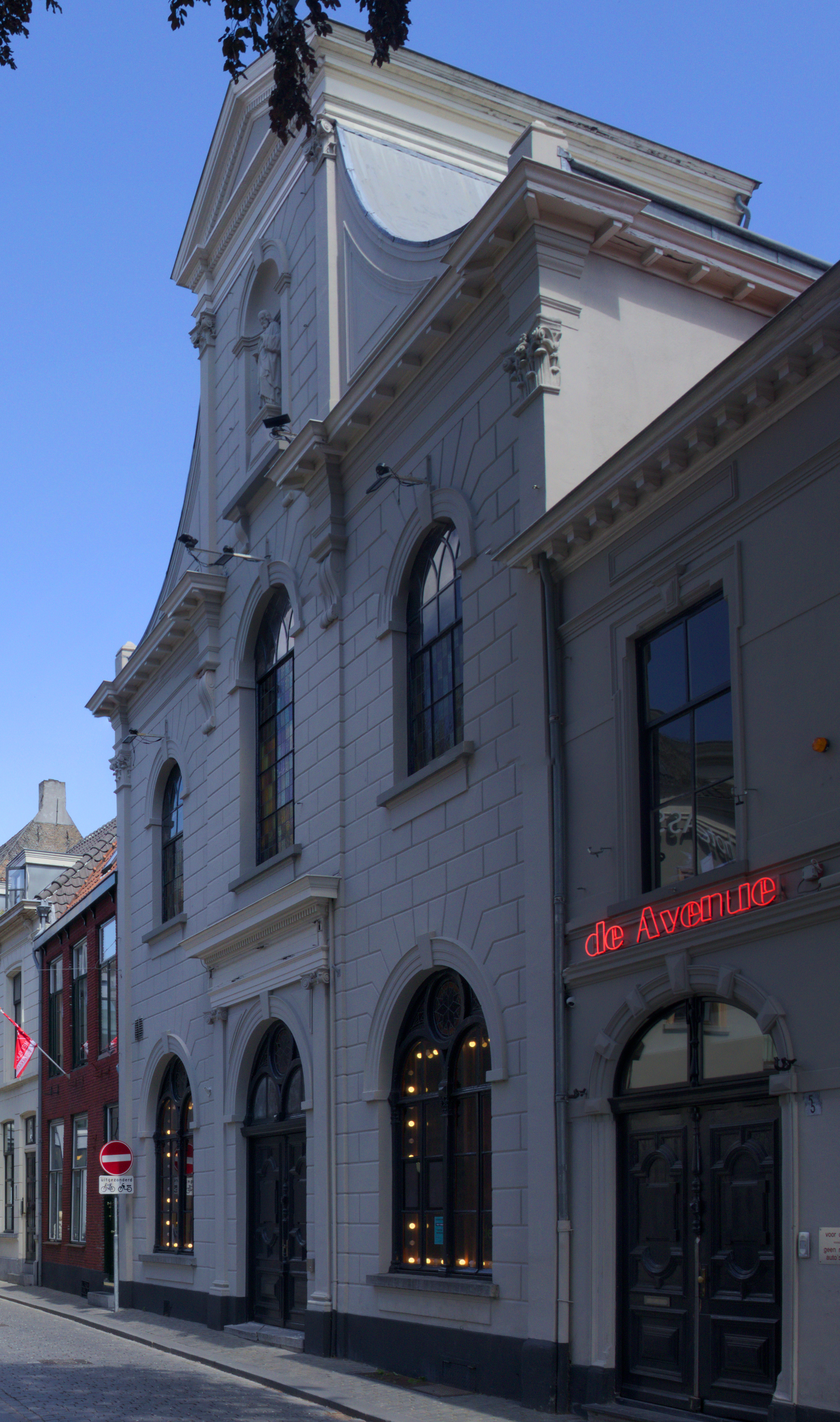
Sint-Josephkerk, Breda
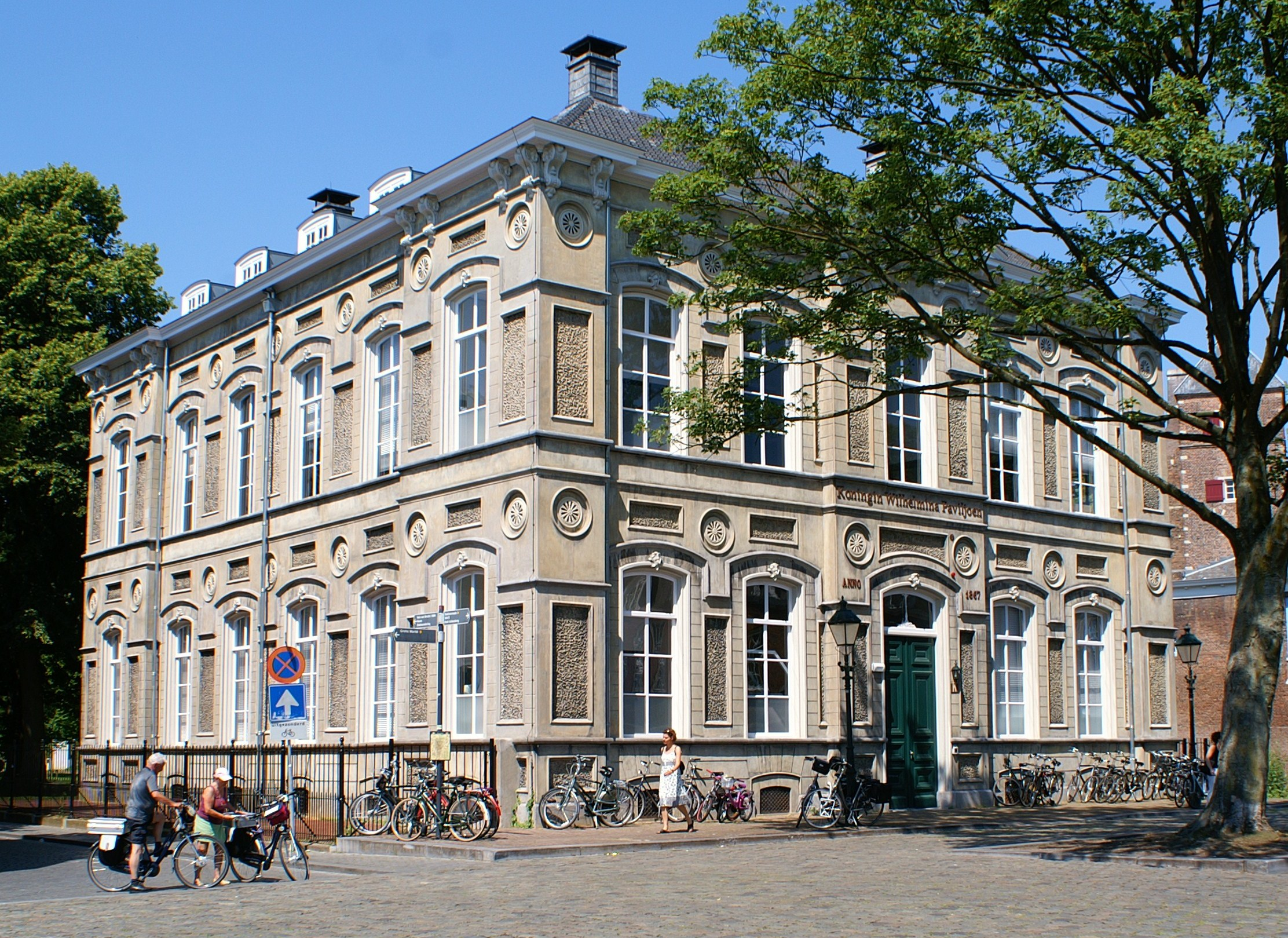
Koningin Wilhelmina Paviljoen, Breda
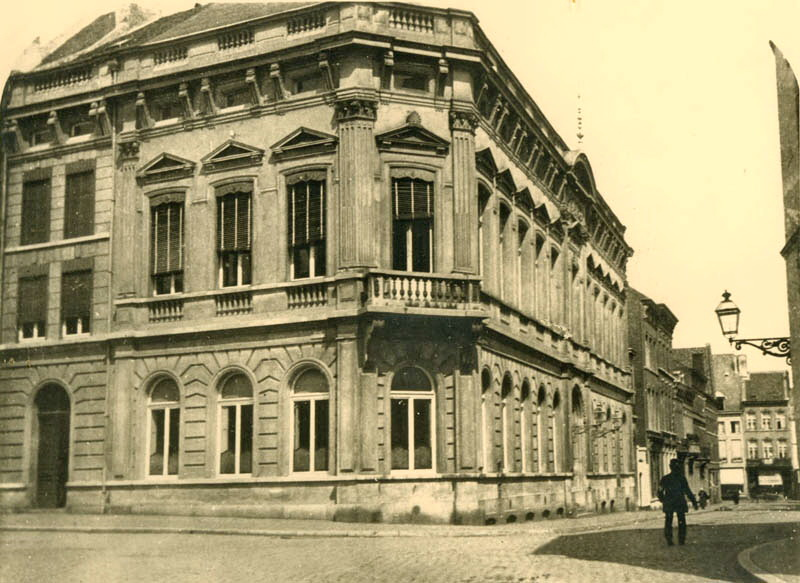
Vm. postkantoor Maastricht (ca. 1890)
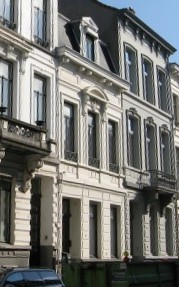
Verdussenstraat 17, Antwerpen